# Gare de Layrac
La gare de Layrac, est une gare ferroviaire française de la ligne de Bon-Encontre à Vic-en-Bigorre, située 
sur le territoire de la commune de Layrac dans le département de Lot-et-Garonne, en région Nouvelle-Aquitaine.
Elle est mise en service en 1865 par la Compagnie des chemins de fer du Midi et du Canal latéral à la Garonne (Midi). Elle est fermée au trafic voyageurs en 1970. 
Perdure un trafic fret avec une installation terminale embranchée située à environ trois kilomètres de l'ancienne gare.

## Situation ferroviaire
Établie à 52 mètres d'altitude, la gare de Layrac est située au point kilométrique (PK) 145,90x de la ligne de Bon-Encontre à Vic-en-Bigorre, entre les gares de Bon-encontre (fermée) et d'Astaffort (fermée), s'intercalle la halte de Goulens (fermée).
La gare dispose d'une installation terminale embranchée (ITE) située au PK 149,367.

## Histoire
La station de Layrac est mise en service le 16 novembre 1865 par la Compagnie des chemins de fer du Midi et du Canal latéral à la Garonne (Midi), lorsqu'elle ouvre à l'exploitation la section d'Agen à Auch de sa ligne d'Agen à Tarbes.
En 1876, la recette annuelle de la gare est de 54 866 francs.
En 1882, les travaux pour l'établissement d'un pont à bascule, approuvés le 10 mars sont quasiment terminés au mois d'août.
La ligne et la gare sont officiellement fermées au trafic voyageurs le 9 avril 1970.

## Service des voyageurs
Layrac est fermée au trafic voyageurs.

## Service des marchandises
La gare dispose d'une installation terminale embranchée (ITE) en service.

## Patrimoine ferroviaire
L'ancien bâtiment voyageurs, devenu une habitation privée, est toujours présent sur le site de la gare avec les deux quais.